# Knowltonia atrifasciata
Knowltonia atrifasciata är en skalbaggsart som först beskrevs av Leconte 1873.  Knowltonia atrifasciata ingår i släktet Knowltonia och familjen praktbaggar. Inga underarter finns listade i Catalogue of Life.